# Campeonato Nacional de Rodeo de 1980
El 32° Campeonato Nacional de Rodeo de Chile se disputó en Rancagua entre el 29 y el 31 de marzo de 1980.
El título de campeón lo alcanzó la collera de Osorno, Ricardo de la Fuente y Enrique Schwalm, quienes montaron a "Vespertino" y "Estribillo", alcanzando la suma total de 22 puntos buenos.

## Desarrollo
La serie de campeones partió con el novillo del silencio, que fue corrido por los curicanos en homenaje a Pablo Quera, ex campeón de Chile que había fallecido a comienzos de 1980.
Enrique Schwalm se convirtió en el jinete más joven en la historia en ganar un campeonato nacional, récord que duró hasta 2015, tenía solo 19 años. Este campeonato fue el tercer título para Ricardo de la Fuente, antes había ganado los campeonatos de 1972 y 1979. Además fue el cuarto título consecutivo para la Asociación de Rodeo Chileno de Osorno y el sexto en total, quedando en como una de las asociaciones más ganadoras.
Ramón Cardemil, que entonces tenía el récord de títulos nacionales ganados (6), tuvo una actuación meritoria. Con 63 años y acompañado por el entonces joven jinete Manuel "Farolito" Fuentes, ocupó el segundo lugar en "Bellaco" y "Rival" y el tercer lugar con "Mensajero" y "Refuerzo".
Por su parte el movimiento de la rienda fue ganado por José Manuel Aguirre en "Sahumerio" con 55 puntos. El premio del "sello de raza" fue para "Rotoso" de don Humberto Zúñiga.

## Resultados

### Serie de campeones
| Cuarto Animal 1980 | Cuarto Animal 1980                     | Cuarto Animal 1980          | Cuarto Animal 1980 | Cuarto Animal 1980 |
| ------------------ | -------------------------------------- | --------------------------- | ------------------ | ------------------ |
| Lugar              | Jinetes                                | Caballos                    | Asociación         | Puntaje            |
| 1º                 | Ricardo de la Fuente y Enrique Schwalm | "Vespertino" y "Estribillo" | Osorno             | 22                 |
| 2º                 | Ramón Cardemil y Manuel Fuentes        | "Bellaco" y "Rival"         | Curicó             | 21                 |
| 3º                 | Ramón Cardemil y Manuel Fuentes        | "Mensajero" y "Refuerzo II" | Curicó             | 20                 |
| 4º                 | Ramón González y Pedro Vergara         | "Angamos" y "Muchacho"      | O'Higgins          | 15                 |
| 5º                 | Samuel Parot y Eduardo Tamayo          | "Guariqueque" y "Desiderio" | Osorno             | 15                 |
| 6º                 | Luis Teuber y César López              | "Sancionado" y "Rebenque"   | Osorno             | 13                 |

## Cuadro de honor temporada 1979-1980

### Jinetes
- 1.º Ricardo de la Fuente[6]
- 2.º Manuel Fuentes
- 3.º Ramón Cardemil
- 4.º Samuel Parot
- 5.º Pedro Vergara
- 6.º Jesús Bustamante
- 7.º Enrique Schwalm
- 8.º José Manuel Aguirre
- 9.º Daniel Castro
- 10.º René Guzmán

### Caballos
- 1.º Guariqueque
- 2.º Refuerzo II
- 3.º Mensajero
- 4.º Ñipiador
- 5.º Limosnero
- 6.º Halcón
- 7.º Caldillo
- 8.º Angamos
- 9.º Chamaco
- 10.º Escorpión

### Yeguas
- 1.º Cantinita
- 2.º Zarca
- 3.º Secarrona
- 4.º Cachita
- 5.º Lavanda
- 6.º Tapaíta
- 7.º Estampa
- 8.º Kika
- 9.º Lolita
- 10.º Rodaja

### Potros
- 1.º Estribillo
- 2.º Bellaco
- 3.º Rival
- 4.º El Tira
- 5.º Curanto
- 6.º Campero
- 7.º Quebradito
- 8.º Terciopelo
- 9.º Rotoso
- 10.º Vespertino